# 四カ国条約
四カ国条約（しかこくじょうやく、英語: Four-Power Treaty）、正式名称：太平洋方面ニ於ケル島嶼タル属地及島嶼タル領地ニ関スル四国条約並同条約追加協定（たいへいようほうめんニおケルとうしょタルぞくちおよびとうしょタルりょうちニかんスルよんごくじょうやくならびにどうじょうやくついかきょうてい）は、ワシントン会議において、アメリカ合衆国の主導により、1921年（大正10年）12月13日にアメリカ合衆国、イギリス、日本、フランスの間で調印された条約。有効期間は10年で太平洋の島々における相互の権利尊重と現状維持をはかった。1923年（大正12年）8月17日に発効するとともに日英同盟は破棄された。
なお、4か国条約と表記することもある。

## 概要
第一次世界大戦とロシア革命によってアジア・太平洋地域の勢力関係に変化が生じたところから、大戦の戦勝国であるアメリカ・イギリス・日本・フランスの4か国で協議の場が設けられた。四カ国条約により、各国が太平洋方面にもつ属地や領土・権益の相互尊重、および、それに起因する国際問題の平和的処理の仕方について定められた。この条約により、1902年（明治35年）以来約20年間にわたって日本の大陸政策を支えてきた日英同盟の更新はなされなかった。

## 背景
第一次世界大戦において日本が連合国5大国の一国となり、戦後にヴェルサイユ条約により山東省の権益と、アメリカ領フィリピンとハワイの間に位置するパラオやマーシャル諸島の統治権を得たことや、シベリア出兵を続けるなど、アジア太平洋地域においてアメリカの利権に影響を与え出したことに対して、アメリカ国内で日本に対する脅威論が支持を受けた。
さらにこれに後押しされた人種差別的指向を持つ諸派が「黄禍論」を唱え、1913年カリフォルニア州ではいわゆる外国人土地法が成立している。また四カ国条約締結後であるが、1924年に排日移民法が制定され、日本からアメリカへの移民も禁止された。

## 日英同盟の解消
アメリカは、太平洋地域に権益を持つ自国と日本、イギリス、フランスとの間における太平洋における領土と権益の相互尊重と、諸島における非軍事基地化を取り決めた「四カ国条約」の締結を提唱し、同盟国であり歴史的に関係の深いイギリスにこれを強く進言した。
日本を5大国の一国に押し上げる原動力の1つとなった日英同盟を妨害する意図があったとも言われる。
発端は、日英間で懸案となっていた日英同盟更新問題を処理するためだった。イギリスは当初、日英同盟の内容を実質的には変更せずに、アメリカを加えた「日英米三国協商」を提唱したが、これに対して駐米大使の幣原喜重郎は、イギリス提案から軍事色を取り払い、何か問題が起きた際には関係国間で互いに協議するという試案を英米両国に提示した。この「幣原試案」をもとに日本、イギリス、アメリカ、フランスの4カ国で協議した。
結果的に1921年に「四カ国条約」が締結され、満期の来た日英同盟は更新されなかった。これは二国間同盟に基礎を置く排他的敵対的な安全保障体制から多国間安全保障体制への発展であるとして「発展的解消」とも言われる。
日本は同盟国が不在の状態になったが、日英同盟において対米戦は参戦条項の適用外であり、対米関係において参戦を義務付けられた同盟国は元々存在しない状態ではあった。のちに日英開戦時のイギリス首相のウィンストン・チャーチルは日英同盟解消を後悔していた。
日英同盟という強力な2国間体制を解消して四カ国や九カ国に拡大し、代わりに紛争が生起し外交手段で解決されない場合は「会議を開いて協議する」という形式的な一般協定による普遍的条約としたため、このような（同盟関係のような強い相互依存関係によって拘束されない）他国間協調体制は太平洋戦争の勃発を抑止することができなかった。後年ヘンリー・キッシンジャーは四カ国条約を「遵守されなくても如何なる結果ももたらさない条約」と評した。